# Ade Chandra
Ade Chandra  (* 4. Februar 1950 in Jakarta, vormals Zhang Xing Yen und Thio Kim Gwan) ist ein ehemaliger indonesischer Badmintonspieler. Er war einer der bedeutendsten Doppelspieler in dieser Sportart in den 1970er Jahren.

## Karriere
1974 belegte Chandra Platz zwei bei den Asienspielen mit Christian Hadinata im Herrendoppel, vier Jahre später holte er Gold mit Tjun Tjun. 1972 und 1973 siegte er bei den All England, den damaligen inoffiziellen Weltmeisterschaften, ebenfalls im Doppel mit Christian Hadinata.
1973 und 1976 siegte er mit dem indonesischen Team im Thomas Cup. Bei Olympia 1972, wo Badminton als Demonstrationssportart ausgetragen wurde, gewann er das Finale mit Christian Hadinata gegen Ng Boon Bee und Punch Gunalan in drei Sätzen. 1977 wurde er mit Hadinata Vizeweltmeister bei der 1. Badminton-WM hinter seinen Landsleuten Tjun Tjun und Johan Wahjudi. Bei der WM 1980 schaffte er es bis ganz nach oben aufs Treppchen.

## Erfolge
| Saison    | Veranstaltung                            | Disziplin    | Platz | Name                             |
| --------- | ---------------------------------------- | ------------ | ----- | -------------------------------- |
| 1972      | All England                              | Herrendoppel | 1     | Christian Hadinata / Ade Chandra |
| 1973      | All England                              | Herrendoppel | 1     | Christian Hadinata / Ade Chandra |
| 1975      | All England                              | Herrendoppel | 2     | Christian Hadinata / Ade Chandra |
| 1977      | Swedish Open                             | Herrendoppel | 1     | Ade Chandra / Tjun Tjun          |
| 1977      | All England                              | Herrendoppel | 2     | Christian Hadinata / Ade Chandra |
| 1977      | Weltmeisterschaft                        | Herrendoppel | 2     | Ade Chandra / Christian Hadinata |
| 1978      | All England                              | Herrendoppel | 2     | Christian Hadinata / Ade Chandra |
| 1979      | Canada Open                              | Herrendoppel | 1     | Christian Hadinata / Ade Chandra |
| 1980      | Weltmeisterschaft                        | Herrendoppel | 1     | Ade Chandra / Christian Hadinata |
| 1980      | Schweden: Internationale Meisterschaften | Herrendoppel | 1     | Ade Chandra / Christian Hadinata |
| 1980/1981 | Denmark Open                             | Herrendoppel | 1     | Ade Chandra / Christian Hadinata |